# Cooperconcha mawsoni
Cooperconcha mawsoni är en snäckart som först beskrevs av Tom Iredale 1937.  Cooperconcha mawsoni ingår i släktet Cooperconcha och familjen Camaenidae. Inga underarter finns listade i Catalogue of Life.